# Pinsà borroner galtablanc
El pinsà borroner galtablanc (Pyrrhula leucogenis) és una espècie d'ocell de la família dels fringíl·lids (Fringillidae) que habita els boscos de muntanya de Luzon i Mindanao, a les Filipines.